# Gor´kaja Bałka (Kraj Stawropolski)
Gor´kaja Bałka (ros. Горькая Балка) – wieś w Rosji, w Kraju Stawropolskim, w rejonie sowieckim. W 2010 liczyła 2501 mieszkańców.